# Patientengerechte Rettung
Patientengerechte Rettung oder patientenorientierte Rettung beschreibt das Zusammenwirken von medizinischer und technischer Rettung zur Befreiung Verletzter aus Zwangslagen wie Einklemmungen oder Verschüttungen infolge von Naturkatastrophen, Verkehrs- oder Arbeitsunfällen.
In der Regel wird die patientenorientierte Rettung bei einem Verkehrsunfall angewandt. In diesem Artikel werden die dabei angewandten Maßnahmen am Beispiel eines Verkehrsunfalls erklärt, wobei die Grundprinzipien auch in anderen Situationen entsprechend gelten.

## Grundlagen und Abstimmung zwischen medizinischem und technischem Personal
Hauptziel der Rettung ist es, die verunglückte Person in kürzestmöglicher Zeit einer intensivmedizinischen Betreuung in einem Krankenhaus zuzuführen. Dabei wird jedoch in jedem Einzelfall genau, aber trotzdem schnell abgewogen, ob der verunglückten Person möglicherweise eine etwas längere Rettung zugemutet werden kann, wenn dadurch eine Verschlimmerung eventueller Verletzungen vermieden werden kann. Dies erfordert eine enge und vertrauensvolle Zusammenarbeit zwischen Feuerwehr und Rettungsdienst.
Bei der patientenorientierten Rettung kann man grundlegend in zwei Typen unterscheiden:
- Sofortrettung (ehemals Crashrettung): Bei der sogenannten Sofortrettung geht es darum, den Patienten so schnell wie möglich aus dem Fahrzeug zu retten, auch wenn dabei vielleicht weitere Verletzungen für den Patienten riskiert werden müssen. Steht der PKW in Flammen, droht er abzustürzen oder fehlen die Vitalfunktionen des Patienten, bleibt zu einer schonenderen Rettung keine Zeit; der Patient muss dann so schnell wie möglich gerettet werden, um sein Leben zu erhalten. Dabei müssen Folgeschäden wie z. B. eine Querschnittlähmung in Kauf genommen werden (Leitgedanke: „Leben vor Funktion“). Diese Rettungsmethode wird heute als Sofortrettung bezeichnet. Es steht also die unmittelbare Lebensrettung im Vordergrund, trotzdem wird auf die Sicherheit der Einsatzkräfte und des Patienten geachtet.
- Schnelle Rettung: Bei der schnellen Rettung, die in den meisten Fällen angewendet wird, erfolgen genau auf den Zustand des Patienten zugeschnittene Rettungsmaßnahmen, die in Zusammenarbeit zwischen dem Notarzt und dem Leiter der technischen Rettung (Feuerwehr) festgelegt werden.

Patientenorientierte Rettung bedeutet also, dass die nötigen Rettungsmaßnahmen immer auf den Gesundheitszustand des Patienten angepasst werden. Daher ist auch eine Sofortrettung patientenorientiert, obwohl weitere Verletzungen des Patienten in Kauf genommen werden. Es gilt der Grundsatz: „So schnell wie nötig, so schonend wie möglich.“

## Ausführung bei der Rettung aus verunfallten Fahrzeugen

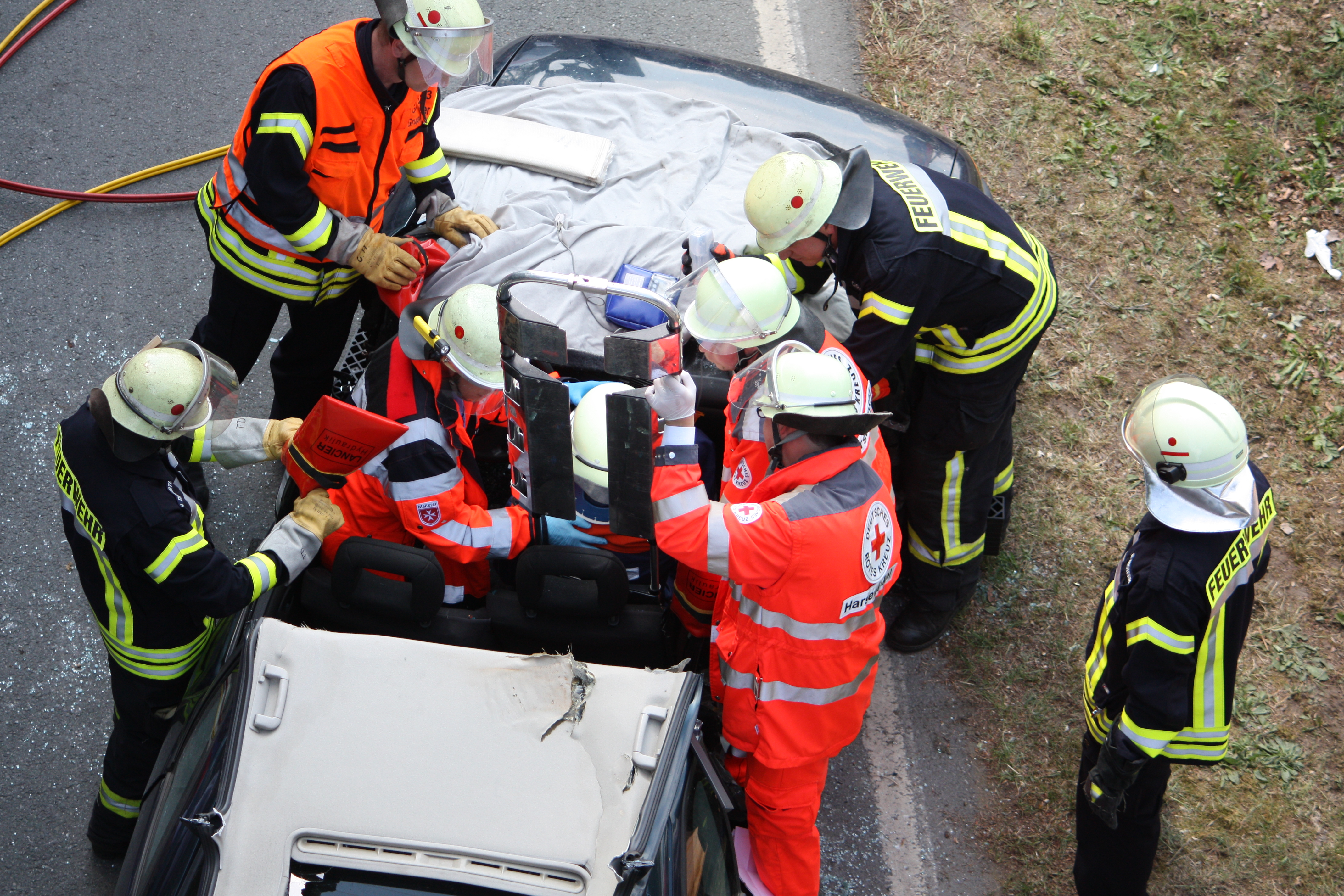
Demonstration einer patientengerechten Rettung

Eine patientengerechte Rettung lässt sich in folgende fünf Stufen einteilen:

### Erstöffnung
Vor der Erstöffnung steht die Erkundung durch den Gruppenführer oder den Einsatzleiter. In Absprache mit dem Rettungsdienst wird eine schnelle Erstöffnung durchgeführt, durch welche der Notarzt oder der Rettungsdienst die Vitalfunktionen überprüfen und das weitere Vorgehen und die Gefährdung des Patienten mit der Feuerwehr absprechen können. Möglichkeiten der Erstöffnung eines Fahrzeuges sind etwa offene Türen oder die Seiten- und besonders die Heckscheibe. Die Frontscheibe besteht meist aus Verbund-Sicherheitsglas und ist schwerer zu öffnen als andere Scheiben und deshalb, auch wegen der zusätzlichen Verletzungsgefahr für den Patienten mit Glassplittern, unüblich. Die Erstöffnung soll ermöglichen, zum Patienten vorzudringen, damit der Notarzt entscheiden kann, ob eine schonende Rettung möglich oder eine Sofortrettung angebracht ist. Nebenher sichert der zweite Angriffstrupp (der Wassertrupp) der Feuerwehr die Unfallstelle gegen den Straßenverkehr und andere Gefahrenquellen und stellt den Brandschutz sicher, während der Schlauchtrupp die benötigten Geräte bereitlegt.

### Verhalten im Wageninneren
Hat der Rettungsdienst die Erstversorgung abgeschlossen bzw. parallel zur Erstversorgung geht ein sogenannter „innerer Retter“ in das Fahrzeug vor. Er hat die Aufgabe, den Patienten zu beruhigen und über das Vorgehen zu informieren und den Innenraum zu erkunden. Durch die Vielzahl von aktiven Sicherheitseinrichtungen ist es wichtig zu wissen, wo diese verbaut sind. Der innere Retter erkundet das Fahrzeug nach Airbags. Dabei sollte auf Symbole wie „SRS“ oder „Airbag“-Zeichen geachtet werden. Außerdem überprüft der innere Retter, ob das Fahrzeug noch Strom führt. Je nach Situation wird die Möglichkeit in Betracht gezogen, das Fahrzeug stromlos zu machen.

### Fahrzeugsicherung
Parallel zur Erstöffnung und zur Überprüfung der Vitalfunktionen wird das Fahrzeug gegen Bewegung gesichert. Dies geschieht mit Rüstholz, speziellen Unterbauklötzen oder Sicherungssystemen. Man kann zur weiteren Stabilisierung des Fahrzeuges die Reifen luftlos machen, indem man die Ventile mit einer Zange zieht, abschneidet oder mit Spezialwerkzeug herausdreht. Durch diese Maßnahme liegt das Fahrzeug fast nur noch auf der Unterbauung, und nicht mehr auf den Reifen. Die Reifen sollten nicht aufgestochen werden, da sie der Polizei als Spurenträger dienen können.

### Arbeitsöffnung
Ist das Fahrzeug stark deformiert, sodass die Versorgung des Patienten nicht oder nur eingeschränkt möglich ist, muss die Karosserie des Fahrzeugs mechanisch bearbeitet werden. Dies kann auf verschiedene Arten geschehen. Oft werden eine oder mehrere Türen entfernt. Zusätzlich kann das Dach abgenommen und die Frontscheibe durchtrennt werden. Hierzu wird in der Regel eine Glassäge oder ein Blechaufreißer verwendet. Es kann auch nötig sein, das Bodenblech zu öffnen.

### Rettungsöffnung
Der finale Schritt ist die Rettung des Patienten. Hierbei wird eine achsengerechte Rettung nach hinten über den Kofferraum mit der Schaufeltrage oder einem Rettungsbrett vom Rettungsdienst präferiert, da die Wirbelsäule des Patienten so am wenigsten belastet wird. Hierzu wird die Bodenkarosserie seitlich des Fahrer- und Beifahrersitzes eingeschnitten. Anschließend wird der Motorraum mit einem Rettungszylinder nach vorn weggekippt, so dass der Fahrer freikommt. Außerdem ist es oft notwendig, die Pedale zu entfernen oder zu verbiegen, um auch die Füße zu befreien.
Ist eine Rettung nach hinten nicht möglich oder eine Verletzung der Wirbelsäule ausgeschlossen, wird der Patient durch die Tür gerettet. In Absprache mit dem Rettungsdienst wird der Patient vorsichtig gedreht und herausgezogen. Anschließend wird der Patient mit Hilfe eines Rettungskorsetts, einer Schaufeltrage oder eines Spineboards gerettet.

## Beteiligte Organisationen und Einsatzkräfte
Die technische Rettung erfolgt in Deutschland meist durch die Feuerwehr, bei größeren Schadensereignissen kommt auch das Technische Hilfswerk (THW) zum Einsatz.
Durch die Kombination aus medizinischer Versorgung und technischer Rettung kommen Angehörige von Rettungsdienst und technischen Hilfsorganisationen (Feuerwehr, THW) gemeinsam zum Einsatz.

## Gerätschaften der patientengerechten Rettung

### Technische Rettung
Die wichtigsten Geräte der patientenorientierten Rettung sind hydraulische Rettungsgeräte wie etwa
- Hydraulischer Rettungssatz

Außerdem sind Gerätschaften zur Abstützung und Sicherung wichtig, da Fahrzeugbewegungen minimiert werden sollen. Hierzu zählen
- Rüstholz und spezielle Sicherungssysteme,
- Mehrzweckzug,
- Leinen und Unterlegkeile sowie
- fest eingebaute Winden (wie sie an Rüstwagen und teils an Hilfeleistungslöschgruppenfahrzeugen zu finden sind).

### Medizinische Versorgung und Transport
Neben der Ausrüstung zur Stabilisierung der Vitalfunktionen (Notfallmedikamente, Beatmung usw.), die nach Möglichkeit noch im Unfallfahrzeug zur Anwendung kommt, werden nach Bedarf verschiedene Gerätschaften zur mechanischen Stabilisierung insbesondere der Wirbelsäule eingesetzt (KED-Systeme, Schaufeltragen, HWS-Schienen, Vakuummatratzen usw.).